# قاسم أباد غرجي
قاسم‌ أباد غرجي هي قرية في مقاطعة ساوجبلاغ، إيران. عدد سكان هذه القرية هو 1,126 في سنة 2006.